# Jacob Lensky
Jacob Lensky (Vancouver, 16 dicembre 1988) è un ex calciatore canadese, di ruolo centrocampista.